# Јован Драгутиновић
Јован Драгутиновић ( Засада, 29. јул 1912 — Пљевља, 1941) био је српски научник, правник и дипломата. Он је аутор првог уџбеника дипломатско историјског смјера за студенте Правног факултета Универзитета у Београду, дипломата Министарства иностраних послова Краљевине Југославије и зачетник народног отпора у предвечерје Другог свјетског рата.

## Биографија
Јован Драгутиновић рођен од оца Ђурице и мајке Стане, рођене Дујовић.
Основну школу са одличним успјехом завршио је у Засади, Гимназију у Пљевљима као најбољи ђак генерације 1931 - 1932. г. Као гимназијалац објављивао је краће текстове из живота и рада гимназије и других области из пљеваљског краја. Био је члан Уређивачког одбора омладинско-ђачког часописа „Наша искра“, који је излазио при гимназији 1931, 1932 и 1933. г.
Године 1932, по завршетку гимназије, одлуком Краља Александра Карађорђевића, Задужбина фонда
Карађорђевића стипендира његово школовање на Правном факултету Универзитета у Београду. За питомца Њ. В. Краља примљен је од краља Александра без икакве препоруке. Краљ га је запазио као бистрог и даровитог ђака приликом његове посјете Црној Гори, када је мали Драгутиновић убједљиво декламовао пред његовим величанством на Жабљаку. Дипломирао је на Правном факултету 14. јула 1938. У међувремену је слушао студије енглеског и француског језика. Школовање је наставио у Бечу гдје је докторирао 26. септембра 1939.

## Научни рад
Први научни рад „Дипломатска и политичка историја Јужних Словена:" 1833—1920. године, публикован у Београд 1938 год.Јован Драгутиновић као жртва ратних злочина фашистичке краљевске војске Италије, стријељан је у 29 год.живота.

## Организовање народног устанка у Црној Гори
У пратњи Владе краља Петра II Карађорђевића преко Сарајева и Фоче стигао је у Засаду и отпочео организовање устанка.. У свом крају уживао је велики углед.. Уз помоћ свог сестрића Вуколе Марковића на коњима до Бобова допремио је пушкомитраљез Брно, 6 пушака, 4 пиштоља, неколико бомби и сандук муниције. Успоставио је радио станице у Засади, Бобову, Пљевљима и Шћепан пољу. На вијест да усташе хапсе Србе око Челебића, Јован Драгутиновић је са 65 Бобоваца и око 150 Срба са Челебића 1. јуна 1941. напао на утврђену усташку касарну на Челебићима. У борби је погинуо Никола Сандић. Пред зору група се морала повући. Ово је била прва борба у Југославији против хрватских фашиста.

## Пљеваљски срез у првој години НОБ-a
Муслиманска реакција из Санџака па и из Пљеваља дочекала је окупатора као »ослободиоца« и одмах му се ставила на располагање. Радила је на све начине да се читава територија Санџака прикључи Босни, и тако уђе у саставНДХ . У том смислу упућиване су разне делегације Павелићу и Куленовићу и писма Хитлеру , Мусолинију и Павелићу.

## Духовни отпор народа окупацији
Манастир Света Тројица средиште и сједиште средњовијековне државе Војводства Светог Саве и сједиште Херцеговачког санџака од 1576. до 1833) године, преко Андрије Шиљка, пароха Бобовског

## Интересне сфере и идеологија
Дана 29. априла 1941 изасланик владе НДХ за јавни ред и безбједност у Сарајеву упутио је писма поглавниковим повјереницима у Сарајеву , професору Хакији Наџићу. и Божидару Бралу, у коме их је обавијестио да ће се почетком маја, преко жандарма и управних власти успоставити усташка власт у Санџаку. Тражио је да му предложе погодне и енергичне личности за среског начелника и шефа полиције у Пљевљима, које ће преузети дужност 3. маја 1941. године. У писму се препоручује да би било најбоље да те личности буду муслимани ]

## Усташка власт у Пљевљима
Спроводећи у живот наређење команданта босанског дивизијског подручја о успостављању усташке власти у Санџаку, командант жандармерије за Босну и Херцеговину формирао је у Пљевљима 9 -ти жандармеријски батаљон , са по једним водом у Пљевљима и Пријепољу. Пљевљa| Пљеваљски жандармеријски вод имао је да посједне станице у Пљевљима (14 жандарма), Михајловици (10),Мељаку (10), на Бољанићима (10), на Ковачу (10), Ковачевићима , Жабљачкој Буковици - 10) и Сочице (Прибој (10).Шестог маја у 1941. године 15 у часова, у присуству њемачких војних власти, смијењени су дотадашња општинска управа и срески начелник и мјесто њих су постављени повјереници које је именовао представник провенијенције НДХ у Сарајеву. За среског начелника постављен је Ибрахим Чавкушић, студент из Вишеграда, а за председника пљеваљске општине Мухамед Бајровић из Пљеваља.

## Хапшење и стријељање
Јован Драгутиновић и његов сестрић су проказани, ухапшени и спроведени у Пљевља. Ухапшени су и председник општине Бобово, Милија Старчевић, Крсто Јовић, Никола Соковић, Богић Соковић и Загорка Божовић код које је нађен радио са батеријама. Јовану Драгутиновићу није пошло за руком да објасни италијанским фашистима да он није комуниста, већ националиста.
Јован Драгутиновић и његов сестрић Вукола Марковић стријељани су августа 1941 у Пљевљима на Сјењаку.